# 高精度視線速度系外惑星探査装置

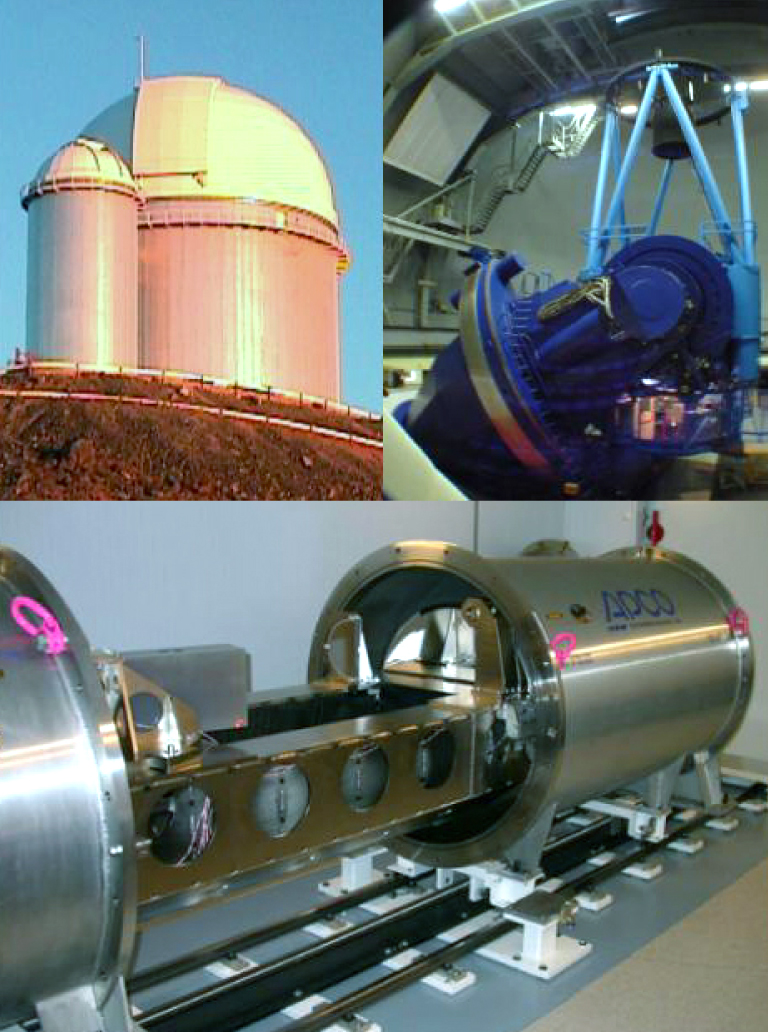
3.6m望遠鏡とHARPSの写真
左上）3.6m望遠鏡のドーム
右上）3.6m望遠鏡本体
下）HARPSの恒温真空容器とその中に納まったHARPS本体

高精度視線速度系外惑星探査装置 （こうせいどしせんそくどけいがいわくせいたんさそうち、英語: High Accuracy Radial Velocity Planet Searcher, HARPS）は、ヨーロッパ南天天文台 (ESO) が2003年から運用している太陽系外惑星の観測装置である。
HARPSはチリのラ・シヤ天文台にある3.6m望遠鏡に設置された分光器で、視線速度法と呼ばれる方法で太陽系外惑星の観測を行っている。視線速度法とは、恒星のスペクトルに現れる光のドップラー効果を測定し、惑星の公転が引き起こす恒星の動きを明らかにする技法である。HARPSは恒星の視線方向の動きを時速3.5kmの精度で測定できる。
HARPSの観測チームは2009年10月に32個の太陽系外惑星を報告し、HARPSが発見した惑星は75個に達した。その中にはスーパーアースなどの小型の惑星が数多く含まれる。ESOの発表によると、2009年時点で知られていた28個の低質量（地球の20倍以下）惑星のうち、24個がHARPSによって発見されたものとされている。

## 開発
1998年5月、 ESOは1m/sの視線速度の測定精度を持つ太陽系外惑星観測用の分光器を新たに調達することを発表し、その開発を行う研究機関を公募した。これに応えてスイスのジュネーブ天文台、ドイツのベルン大学、フランスのオートプロバンス天文台が共同で新型分光器の開発を行うことを提案した。その後フランス国立研究センターによってこれらの研究機関をまとめたコンソーシアムが設立され、そこでHARPSの開発を行うことになった。
2000年8月にESOとコンソーシアムの間で取り交わされた合意では、コンソーシアムが資金負担の上で、HARPSの分光器本体の開発を行い、ESOが3.6m望遠鏡とHARPSを繋ぐためのファイバーアダプターとファイバーリンク、検出器、HARPS本体の設置スペースを提供することとなった。また開発の見返りとしてESOは、HARPS運用開始から5年間、HARPSと3.6m望遠鏡の占有権を年間100夜分コンソーシアムに提供する
完成したHARPSは2003年1月にESO 3.6m望遠鏡に設置され、2003年2月11日にファーストライトを行った。その後は試運転を行い、2003年9月末にはHARPSはコンソーシアムからラ・シヤ天文台に引き渡され、科学コミュニティ向けに利用機会の提供が始まった。

## 性能と設計
HARPSは当初から太陽系外惑星を視線速度法で観測することを目的とし、1m/sの精度で恒星の視線速度を測定できることを目標に設計された。
HARPSは安定性に特別な注意が払われていることを除けば通常の天体観測用分光器と大差のない設計になっている。HARPSの光学系の設計は先に開発されていた高分散・広波長帯分光器であるUVESをベースにしており、エシェル回折格子はUVES用に開発されたものを使用していた。
HARPSの基本構造はファイバー供給式クロス分散エシェル分光器である。分光器本体は望遠鏡から分離して設置され、望遠鏡の焦点面に集まった観測対象の光は接続ユニットと光ファイバーを通じて分光器本体に届けられる。主たる分散はエシェル回折格子によって行い、クロス分散素子によって二次的な分散を行い、電磁スペクトルはCCDセンサー上に二次元的な配列の形で投射されて記録される。
検出器システムは2枚の画素ピッチ15μm 4k ×2k画素のE2V社製44-82型CCDセンサーのモザイクからなり、全体として4k×4k画素、物理寸法62.7x61.4mmの焦点面を形成している。2枚のCCDはそれぞれに"Jasmin" "Linda" のニックネームが付けられている。検出器ユニットは光学系の他の部分から独立して冷却される。
ファイバーアダプターはharps本体とは異なり、ラ・シヤ天文台の工学部門により開発された。アダプターはいくつかの機器を内蔵しているアダプターからHARPS本体に伸びる光ファイバーは2本あり、直径は90マイクロメートルのものを使い、鋼で編まれたチューブで被覆し保護している。光ファイバーの長さは38mに達する。
波長分解能は微小なドップラーシフトを捉えるためにR（着目する波長をその波長における最小波長読み取り幅で割った数値）=115,000という高い波長分解能を有している。波長カバー範囲は380-690ナノメートルの可視光領域である。
HARPSは高い視線速度の測定能率を持つべく設計されている。これは最小の露光時間で高精度の視線速度の測定が可能となるように最適化されていることを意味するこのためにHARPSは基礎的に高い波長分解能とスループットを持つように設計されている。高い波長分解能と高いスループットという2つの要件は相反する関係にあり、最終的な測定能率が最良となるように性能のバランスが選ばれている。バランスを最適化した上で性能を向上させる手段は回折格子を可能な限り大型化しそこに可能な限り大径のコリメート光束を入射させることであった。当時入手可能な最大の一枚板の回折格子のサイズは837×238mmだった（これは同じく天体観測用の分光器UVES向けに開発されていたものだった）。

HARPSの高い安定性は分光器本体を非常に安定した気圧・温度環境に置くことで実現されている。気温・気圧の変動は主要な誤差要因であり1ミリバールの気圧変化あるいは1℃の気温変化は視線速度の測定値におよそ100m/sもの変化をもたらすと見積もられている。
気圧変動に起因する測定値の系統誤差を避けるために分光器本体を真空容器に収め、内部を常時0.01ミリバール以下に減圧している。温度については、一日の変動を二乗平均平方根で0.001℃に抑えている。容器の冷却は行っておらず、温度は約17℃である。整備に伴う容器の開閉を減らして安定性を高めるため、容器内の光学系は可動部品を可能な限り使用しないよう設計されている（唯一の可動部品としてフォーカスユニットがある）。また、HARPSが設置されている3.6m望遠鏡クーデ焦点室自体も温度が管理されている。

波長較正のためにトリウム-アルゴンホロカソードランプを使用する光源装置を備えており、この光源もまた光ファイバーを通じて分光器本体に投入し、ランプの発する輝線スペクトルを観測対象のスペクトルと同時に並列してセンサー上に投影することによって安定した波長較正を実現している。HARPSの較正システムはHARPS自身に生じる0.1m/sレベルの系統誤差を捉えることが可能とされている。
HARPSはホロカソードランプによる較正システムのとは別にヨウ素セルによる較正システムも搭載している。ヨウ素セルは観測対象の光の光路中に気体ヨウ素を封入したセルを挿入することによってヨウ素の吸収線を付与し、それを基に波長較正を行うというもので、着脱可能なヨウ素セルがファイバーアダプター内に設置されている。ヨウ素セルは予備のシステムで、通常はランプ式の較正システムを使って観測を行う。

## 改修
HARPSは性能向上や機能追加のために改修が行われている

### 較正システムの改良

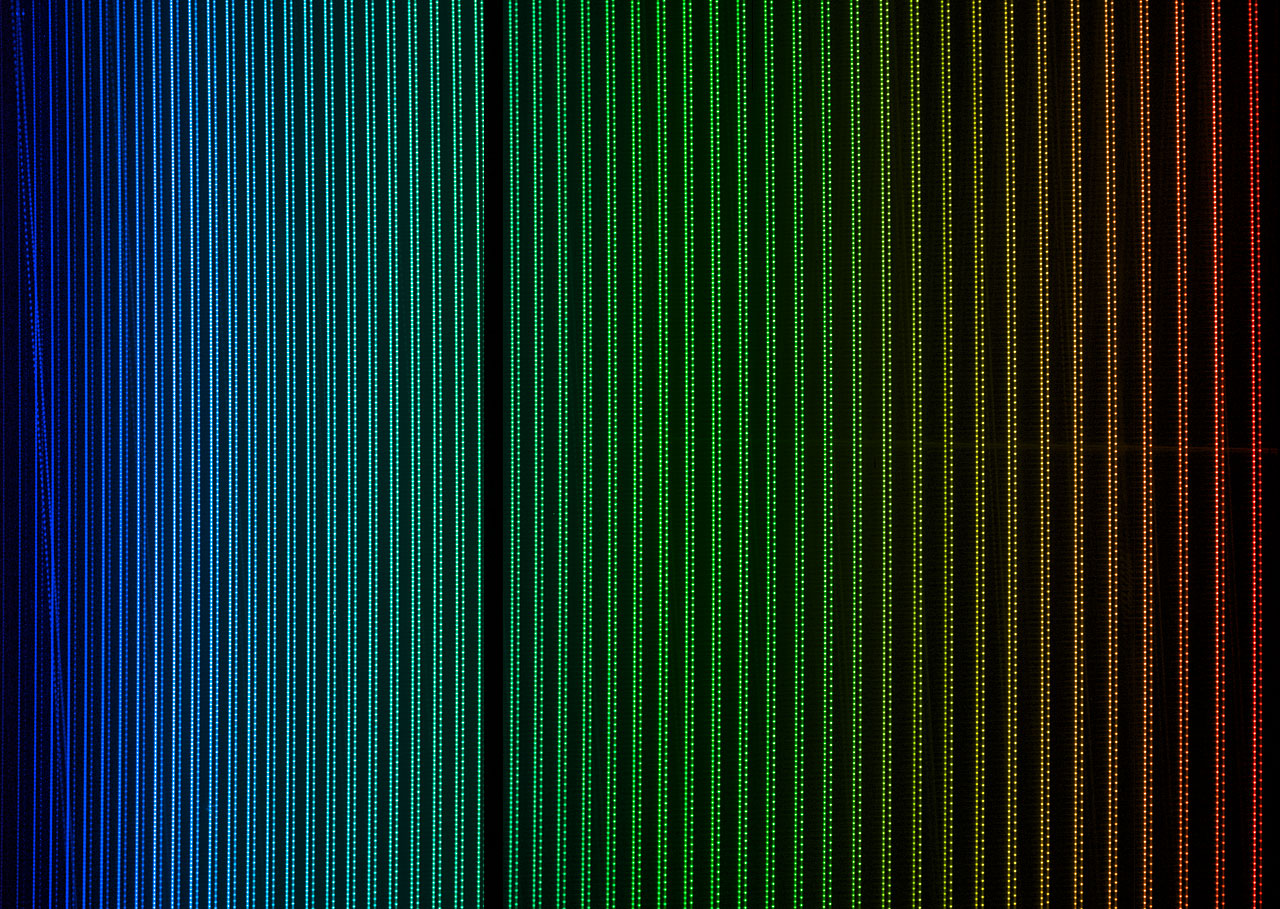
HARPSが記録した周波数コムの電磁スペクトル。

HARPSは完成時点ではTh-Arホロカソードランプで波長較正用の電磁スペクトルを発生させる較正システムを備えていた。HARPSの運用開始から2年の間にランプの輝線リストの改定・拡充や、較正に採り入れる輝線の本数を増加させることにより、より精度の高い較正が可能となった。
また、ヨーロッパ南天天文台 (ESO)では 2006年頃よりマックスプランク量子光学研究所 (MPQ) と共同でレーザー周波数コム　(LFC) を天体観測用分光器の波長較正に応用する研究を始めており、その一環としてHARPSでLFCの実証が行われることとなった。LFCはホロカソードランプよりも均質で密かつ均等に分布した既知の波長の輝線を生じさせ、スペクトルの長期間の安定性・再現性も高いため、波長較正の精度に躍進をもたらすとされている。
HARPSのLFC光源ユニットは2012年に最初の試験を行った後に改良が加えられ、2015年4月8日から17日の間に試運転を行った。HARPSのLFCは460-690ナノメートルの波長範囲をカバーし、1万5000本の輝線を発生させる。

### HARPSpol
HARPSpolはHARPSに偏光観測能力を付与するために開発された偏光抽出ユニットそれ自体およびこれを観測に使用する状態のHARPSのシステム全体の名称である。HARPSpolユニットは2010年に設置され、2011年3月までに完全な状態での観測が可能となった。
偏光分光観測は天体の磁場を直接的に測定できる数少ない技法である。HARPSpolに先行するこの種の装置としては、マウナケア天文台群カナダ・フランス・ハワイ望遠鏡のESPaDOnSやフランスのピク・デュ・ミディ天文台2m望遠鏡のNarval分光器（ESPaDOnSの同型機）が開発され
恒星磁場のサーベイなどに成果を上げていた。一方で南半球の天文台ではESPaDOnSやNarvalに並ぶ性能の偏光分光器は投入されていなかった。そこで高分散分光器として実績のあるHARPSに偏光観測能力を付与しようという計画が持ち上がり、アメリカの宇宙望遠鏡科学研究所 (STScI) 、スウェーデンのウプサラ大学、オランダのユトレヒト大学、アメリカのライス大学といった各国の研究機関からなる国際共同チームによりHARPSpolとして開発が行われた。
HARPSpolユニットはHARPSと望遠鏡を接続するカセグレン焦点アダプター内に設置されたコンパクトな箱型のユニットである。
通常のHARPSの観測ではカセグレン焦点で集めた観測対象の非偏光が単純に接続ユニットと光ファイバーを通じてHARPSの本体に送られるが、
HARPSpolはカセグレン焦点の非偏光から互いに直交する偏光軸を持つ2つの偏光を抽出して2本の光ファイバーを通じてHARPSに送信することで偏光観測が可能となる。HARPSpolには直線偏光と円偏光の観測モードが存在する。
HARPS本体に入射して以降は非偏光/偏光で経路や処理の違いはない。
HARPSpolはの登場により初めて南半球でESPADOnSと同等の偏光分光観測が可能となった。
2010年に完成したHARPSpolはESPaDOnSやNarvalが行っていた恒星磁場の大規模サーベイ「MiMeS」に加わった

### NIRPS
2022年には3.6m望遠鏡にNIRPS分光器が設置された。NIRPSは波長950-1800ナノメートル　(nm) をカバーする近赤外線分光器である。NIRPSはHARPSと重複しない観測波長範囲を持つため、予めダイクロイックミラーで入射光を可視光と赤外線に分割することでHARPSとNIRPSを同時に使用しての観測が可能である。NIRPSはHARPSが従来観測に使用していなかった赤外線を観測するため、NIRPSを併用してもHARPSの観測能力に悪影響を及ぼすことはない。HARPSとNIRPSを同時に稼働させることによって、システム全体としては「波長380-1800nmの広大な波長カバー範囲を持つ単一のマルチチャンネル高波長分解能分光器」として機能させることができる。
視線速度法による系外惑星の観測という点で見れば、波長カバー範囲を赤外線側に広げることによって惑星由来のシグナルと恒星由来のノイズを判別することが容易になり、HARPS単独の場合よりも信頼性の高い系外惑星の検出が可能になる。なおNIRPS単独では3m/sより高精度で視線速度を測定することが見込まれている。
NIRPSは従来のファイバー供給式分光器よりも小径の光ファイバーを使用することによって性能を維持したまま光学系を小型化するコンセプトで設計されている。このファイバーを使用するには星像を0.4秒角よりも小さい像に絞り込む必要があり、この解像度を達成するに補償光学装置の手助けが必要であった。このためNIRPSの設置に先立つ2019年に3.6m望遠鏡に補償光学装置が増設された。
NIRPSは2022年前半に3.6m望遠鏡に設置され、2022年6月にファーストライトを行った。2022年7月には回折格子の交換を行い、2022年後半にテストを行う見込みである。
このような可視光分光器に波長の重複しない赤外線分光器を併設して事後的に観測能力を増強するという試みはHARPSの同型機であるHARPS-Nで先立って実行されていた。それはHARPS-Nに赤外線分光器「GIANO-B」を併設し「GIARPS」と呼ばれる可視光・近赤外線観測システムを形成するというものであった。
可視光・赤外線のマルチチャンネル分光器というコンセプトはCARMENESが先駆けであった。ただしCARMENESは事後的に赤外線分光器を増設したのではなく、最初からマルチチャンネル分光器として開発された